# Tiradentes, o Mártir da Independência
Tiradentes, o Mártir da Independência é um filme brasileiro dirigido por Geraldo Vietri em 1976, com roteiro do próprio diretor e de Sérgio Galvão.
Trata-se de uma biografia romanceada do herói cívico brasileiro Tiradentes, ícone da Inconfidência Mineira, movimento este que propunha a separação do Brasil de Portugal. O filme narra os fatos antecedentes à prisão e morte do inconfidente, permeados por momentos de sua vida pessoal.

## Sinopse
O alferes Joaquim José da Silva Xavier dissemina suas idéias de independer o Brasil do jugo português. As notícias chegam à corte que, numa atitude revanchista, envia à colônia o visconde de Barbacena, com a incumbência de proceder à derrama, isto é, a arrecadação forçada do tributo e do ouro brasileiro. Acirram-se os ânimos, agita-se a efervescência, mas a interferência de Silvério dos Reis põe por terra os planos dos conjurados. Tiradentes assume sozinho a culpa dos insurretos, é preso, condenado e enforcado no Campo de São Domingos, no Rio de Janeiro, ao meio-dia de 21 de abril de 1792, sendo partes de seu corpo - esquartejado - expostas em cidades mineiras. A execração desejada pela Coroa transforma-se em glória e estímulo à Independência, que viria 30 anos depois.

## Elenco
- Adriano Reys ... Tiradentes
- Laura Cardoso ... Vice-Rainha
- Kate Hansen ... Viscondessa de Barbacena
- Cláudio Corrêa e Castro ... Visconde de Barbacena
- Benjamin Cattan ... Vice-Rei
- Chico Martins ... Joaquim Silvério dos Reis
- Paulo Figueiredo ... José Álvares Maciel
- Chica Lopes ... escrava (Tiradentes criança)
- Yara Lins
- Ruthinéa de Moraes
- Aldo César ... inquisidor
- Abrahão Farc ... Sebastião Ferreira Leitão (padrinho de Tiradentes)
- Flamínio Fávero ... José Resende da Costa Filho
- Wilson Fragoso ... Francisco de Paula Freire de Andrade
- Amilton Monteiro ... Tomás Antônio Gonzaga
- Cassiano Ricardo
- Roberto Rocco
- Turíbio Ruiz ... Cláudio Manuel da Costa
- Eduardo Abbas
- Xandó Batista
- Oswaldo Campozana ... Padre José da Silva e Oliveira Rolim
- Rogaciano de Freitas
- Luiz Dias
- Cuberos Neto
- José Policena
- Osvaldo Mesquita ... Domingos de Abreu Vieira